# Derlis Orué
Derlis María Orué (San Juan Nepomuceno, Departamento de Caazapá, Paraguay, 2 de enero de 1989) es un futbolista paraguayo. Juega de mediocentro y su equipo actual es el Club Sportivo Carapeguá de la Segunda División de Paraguay.

## Clubes
| Club             | País     | Año           | Partidos | Goles |
| ---------------- | -------- | ------------- | -------- | ----- |
| Gral. Díaz       | Paraguay | 2007-2008     | ?        | ?     |
| 12 de octubre    | Paraguay | 2008          | ?        | ?     |
| Olimpia          | Paraguay | 2009-2010     | 48       | 6     |
| Nacional (Par)   | Paraguay | 2011-2016     | 204      | 16    |
| Libertad         | Paraguay | 2017          | 26       | 1     |
| Nacional         | Paraguay | 2018          |          |       |
| Mineros          | México   | 2018-2019     | 10       | 0     |
| San Lorenzo      | Paraguay | 2019-2020     |          |       |
| Independiente CG | Paraguay | 2021          |          |       |
| Carapeguá        | Paraguay | 2022-presente |          |       |

## Palmarés

### Títulos nacionales
| Título          | Club           | País     | Año  |
| --------------- | -------------- | -------- | ---- |
| Torneo Apertura | Nacional (Par) | Paraguay | 2011 |
| Torneo Apertura | Nacional (Par) | Paraguay | 2013 |
| Torneo Apertura | Club Libertad  | Paraguay | 2017 |